# Northern (locomotive)
Pour les articles homonymes, voir Northern.

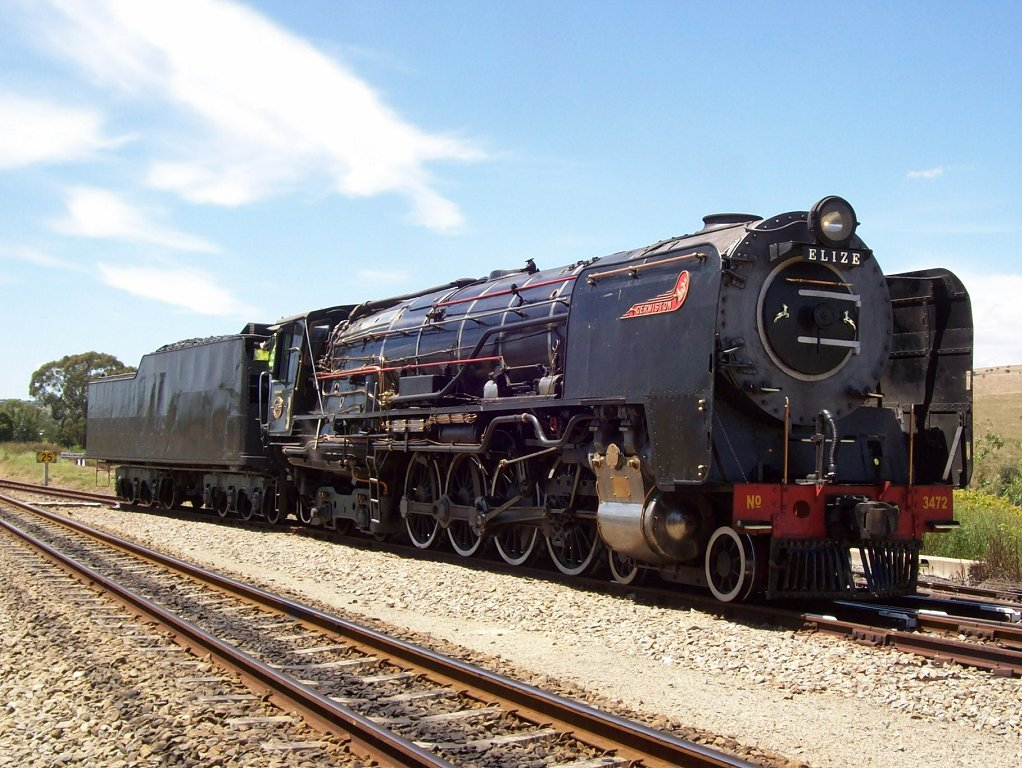
Une Northern de construction moderne, Class 25NC des South African Railways.

Northern est un type de locomotive à vapeur dont les essieux ont la configuration suivante (de l'avant vers l'arrière) :
- 2 essieux porteurs sur un bogie
- 4 essieux moteurs
- 2 essieux porteurs sur un bogie ou en bissel

L'appellation Northern provient de la compagnie du Northern Pacific Railway, qui fit construire en 1926 la première locomotive de ce type par Alco.

## Codifications
Ce qui s'écrit :
- 4-8-4 en codification Whyte.
- 242 en codification d'Europe continentale.
- 2D2 en codification allemande et italienne.
- 48 en codification turque.
- 4/8 en codification suisse.

## Utilisation
En Europe, le type 242 à tender séparé fut très peu utilisé. Seuls les chemins de fer espagnols firent construire une série de 10 machines, les 242 f 2000. Les régions du monde où ces locomotives furent le plus répandues étaient l’Amérique du Nord, l’ex-URSS et l’Afrique du Sud.

### France
En France, une seule locomotive à tender séparé présenta cette disposition d'essieux et fut immatriculée 242 A 1. Ce prototype fort réussi était issu de la transformation d'une ancienne Mountain dont le bissel fut remplacé par un modèle "Delta" à deux essieux, la machine conservant les proportions d'origine de la Mountain. Locomotive compound à trois cylindres, équipée de nombreuses avancées dans le domaine de la thermodynamique, comme l'échappement Kylchap triple et les tiroirs Willoteaux à double admission, la rendant très performante (elle obtint un rendement global plus élevé que toutes les machines à vapeur existantes, excédant les 12.5%). Cette machine est considérée comme le chef-d'œuvre d'André Chapelon, ingénieur dans le domaine de la traction vapeur à la renommée mondiale.
Une série de locomotives-tender d’origine PLM présentait également cette disposition d’essieux. Ces machines, compound à 4 cylindres, furent dérivées en 4 séries relativement similaires (242 AT, BT, CT et DT) et furent équipées de commandes doubles en cabine.

#### Locomotives-tenders
Réseau de l'ALT20 AL 8601 à 8630 de 1929 à 1930, futures : 1-242 TA 601 à 630 extrapolation des 242 T du PLM
Compagnie du PLM242 AT PLM 1 à 120 de 1926 à 1929, futures : 5-242 TA 1 à 120
242 BT PLM 1 à 31 de 1929 à 1931, futures : 5-242 TB 1 à 31
242 CT PLM 1 à 50 de 1930 à 1931, futures : 5-242 TC 1 à 50
242 DT PLM 1 à 50 de 1931 à 1933, futures : 5-242 TD 1 à 50
SNCF5-242 TF 4 prototype de 1941, ancienne : 5-242 TD 4

#### Locomotives à tender séparé
SNCF3-242 A 1 prototype de 1946, extrapolé de la 241-101 État par André Chapelon, locomotive à vapeur la plus puissante d'Europe à sa construction, et une des plus avancées d'un point de vue thermodynamique.

### Tchécoslovaquie

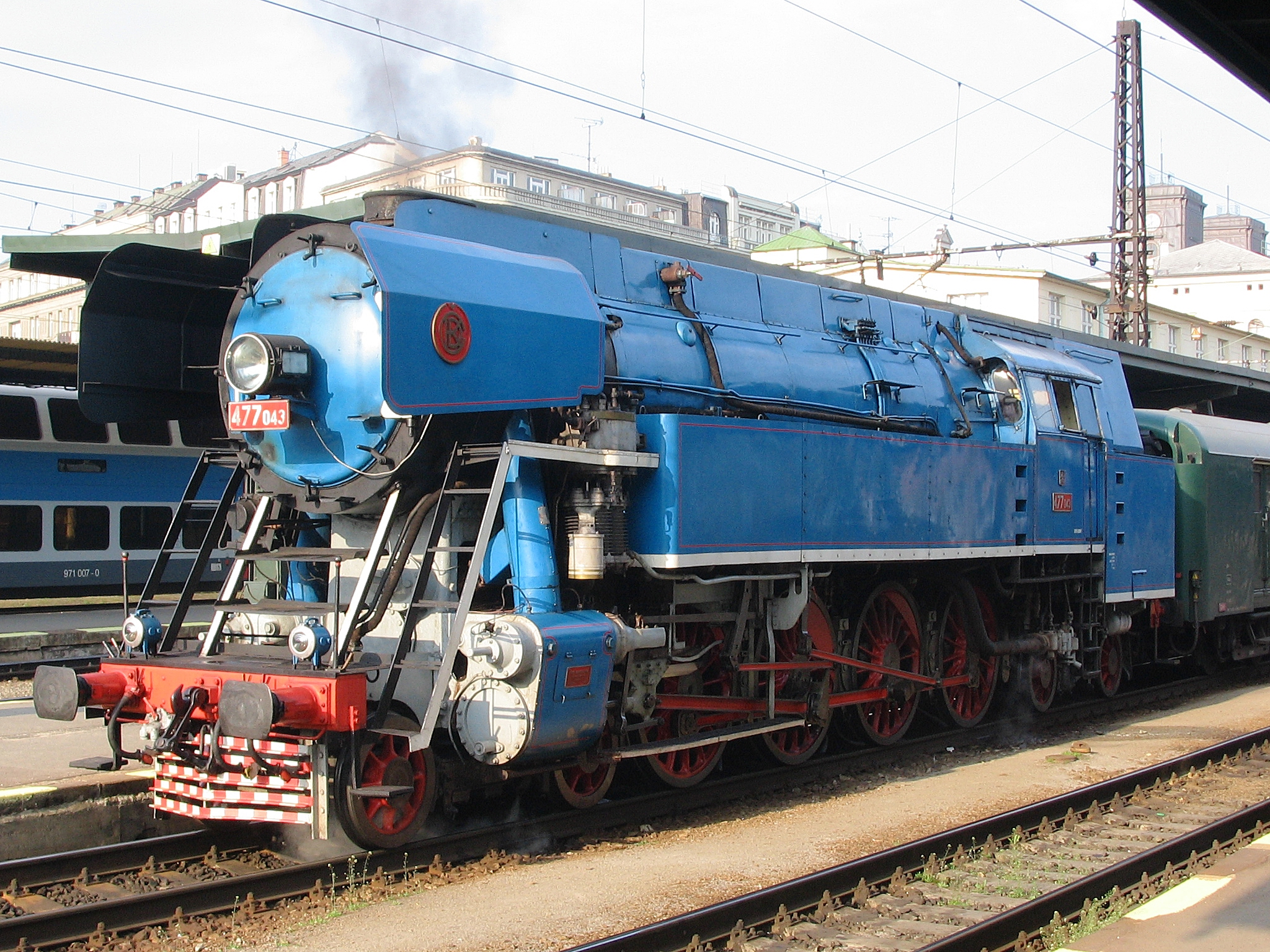
La 242 tender 477.043 des chemins de fer tchécoslovaques.

Le type 242 locomotive-tender atteindra sa version la plus aboutie en Tchécoslovaquie avec la série CSD 477.0 (de) des ČSD. Ces locomotives à 3 cylindres dont la puissance atteint les 1 590 kW, sont équipées d'un échappement « Kylchap double », d'une chaudière alimentée en charbon par un chargeur mécanique stoker, et de boîtes d'essieux munies de roulements à rouleaux.

### États-Unis

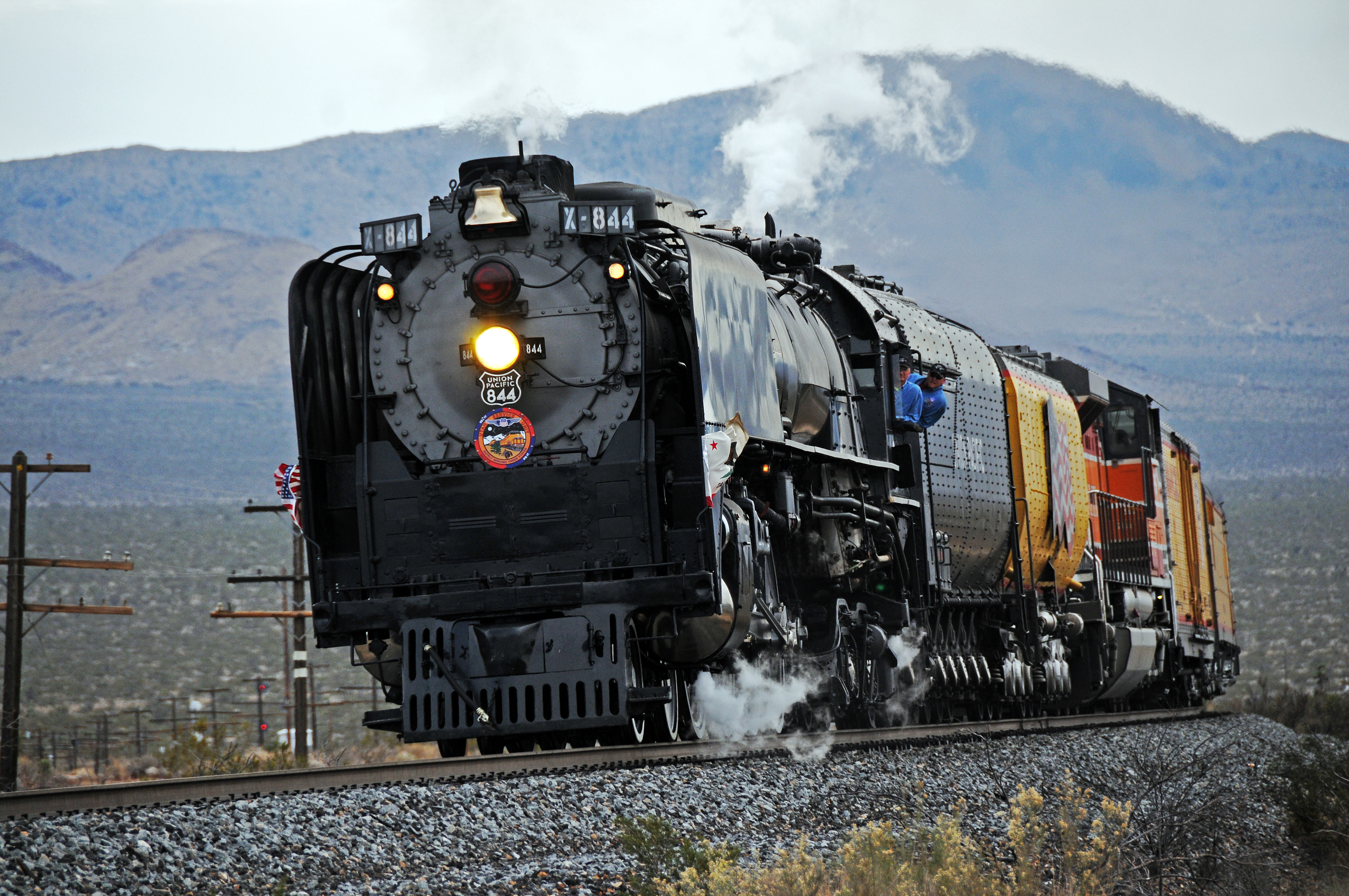
La 242 N°844 préservée en état de marche par l’Union Pacific.

Aux États-Unis, de 1926 à 1950, 33 compagnies de chemin de fer firent construire des locomotives de type Northern, pour un total de 900 machines.